# Vieux Clocher de l'Université de Sherbrooke
Le Vieux Clocher de l'Université de Sherbrooke (ou Vieux Clocher de l'UdeS), anciennement connu sous le nom du Vieux Clocher de Sherbrooke (de juin 1997 à 2010), est une salle de spectacle appartenant au Centre Culturel de l'Université de Sherbrooke. La salle est située à quelques centaines de mètres du campus principal. Elle reçoit plusieurs catégories de spectacle incluant des concerts, du théâtre et des spectacles d'humour.

## Histoire
Le Vieux Clocher de l'UdeS était une église à l'origine. Construite en 1947, l’église Notre-Dame-du-Rosaire a dû fermer ses portes en 1995 faute de financement. L'église est rachetée par Bernard-Y. Caza de Productions BYC et deux associés. Le Vieux Clocher de Sherbrooke ouvre ses portes le 3 juin 1997. L'ancienne église comporte deux salles qui accueillent 500 et 200 personnes.

### Acquisition par l'Université de Sherbrooke

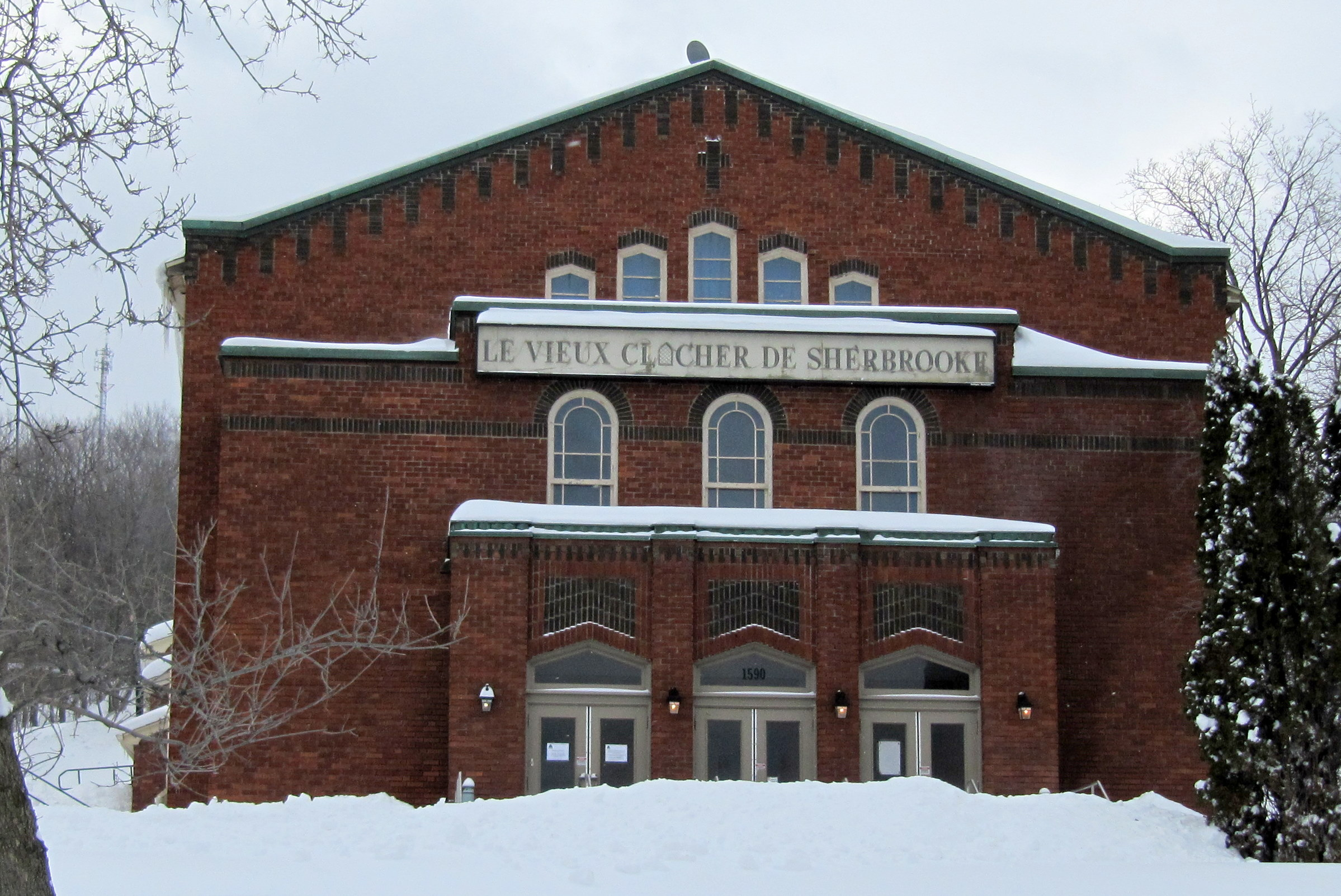
Malgré l'acquisition, la façade porte toujours l'ancien nom

En 2009, l'Université de Sherbrooke acquiert le Vieux Clocher de Sherbrooke au coût de 1,3 M$ à Productions BYC. Sa réouverture officielle se fait au début septembre 2010. La salle principale sert entre autres à l'École de musique qui peut l'utiliser comme salle de concert et de répétition. Le Vieux Clocher reste ouvert au grand public malgré tout. Bien que le directeur de l'établissement, Mario Trépanier, désire conserver l'aspect programmation précédemment utilisé au Vieux Clocher de Sherbrooke, il  souhaite également « faire en sorte que ce milieu soit adopté par la communauté universitaire ». M. Caza, ancien directeur, conserve la salle sœur du Vieux Clocher de Magog située à Magog, ville voisine à Sherbrooke. Il croit que l'acquisition par l'université permettra d'« assurer l'avenir de ce centre de diffusion qui a fêté ses 12 ans d'existence le 3 juin [2009] ».
La salle de 200 places devient le bar La Confesse. La salle a pour objectif d'accueillir le public après les spectacles. Les organisateurs espèrent ainsi faire un lien entre le public et les artistes.
L'Université vend le Vieux Clocher à Mario Vaillancourt et Karine Vaillancourt en 2015 au montant de 525 000$.

### Démolition
En 2024, les propriétaires Mario Vaillancourt et Karine Vaillancourt entreprennent des travaux pour démolir le Vieux Clocher. La Ville de Sherbrooke autorise le démantèlement en raison du coût des travaux de rénovation supérieur à la valeur du bâtiment, notamment à cause de la présence d'amiante.  